# 井神社
井神社（いじんじゃ）は岐阜県関市下有知にある曽代用水功労者の吉田吉右衛門、柴山伊兵衛ならびに林幽閑を祀る神社。
文政10年（1827年）に曽代用水を利用する松森村、下有知村、小瀬村並びに関村の庄屋と神光寺の真澄が開発した3名を祀る祠を設けたのが始まりである。その後明治7年（1874年）に下有知村の天野元恭が社を建てることを岐阜県に申請し、翌年許可を受けて井神社と名乗った。明治41年（1908年）に社殿を設け、翌年には三柱を称える碑を建立している。平成30年（2018年）に台風20号により社殿が倒壊したが、令和元年（2019年）に再建を果たした。